# Робърт Уайт
Робърт Майкъл Уайт (на английски: Robert Michael "Bob" White) (6 юли 1924 – 17 март 2010 г.) е американски тест пилот и генерал-майор от USAF. Участник в Програмата X-15.

## Образование
Робърт Уайт завършва Нюйоркския университет през 1951 г. с бакалавърска степен по електроинженерство. През 1966 г. придобива магистърска степен по бизнес администрация от The George Washington University.

## Военна кариера
Той постъпва на активна военна служба през ноември 1942 като курсант в United States Army Air Forces. През февруари 1944 г. завършва курса на обучение за бойни пилоти и е произведен в чин младши лейтенант. По време на Втората световна война служи в 355-а Бойна група на Европейския театър на военните действя. Извършва 52 бойни полета над германска територия на изтребител P-51 Mustang. През декември 1945 г. е върнат в САЩ, в авиобазата Мичел, близо до Ню Йорк. От следващата година започва да следва електроинженерство и преминава в резерва. След дипломирането си, отново се връща на активна служба. През февруари 1952 г. е назначен за командир на 40-а бойна ескадрила на USAF, базирана в авиобазата Джонсън, Япония. Взима участие в Корейската война, а след нея е изпратен в школата за експериментални тест пилоти Грифитс, Ню Йорк.

## В Програмата Х – 15
Робърт Уайт е избран за космически полети в 1958 USAF Man In Space Soonest group. В тази селекция той заменя трагично загиналия Айвън Кинкелоу. На X-15 лети от 1960 г. През февруари 1961 г., Уайт поставя световен рекорд по скорост 2 275 мили в час (3660 км/час), след това в продължение на осем месеца става първия човек в света достигнал Mах 4 и Mах 5. На 9 ноември 1961 г. по време на Полет 45 той достига скорост от 4093 мили в час (6590 км/час), ставайки първия пилот в света достигнал Mах 6. На 17 юли 1962 г., майор Уайт по време на Полет 62 достига височина на полета 96 км, трето постижение в цялата програма и съобразно действащите нормативи му е присвоено званието „астронавт на USAF“. През 2005 г. Робърт Уайт получава званието „астронавт“ и почетния знак „астронавтски крила на НАСА“, но неговия Полет 62 не е признат за космически полет.

## Награди
- Кръст за заслуги на ВВС;
- Медал за отлична служба на ВВС;
- Сребърна звезда (с три дъбови листа);
- Легион за заслуги;
- Летателен кръст за изключителни заслуги (с четири дъбови листа);
- Бронзова звезда;
- Медал на ВВС (с шестнадесет дъбови листа);
- Награда за изключителни заслуги.

В Аерокосмическата зала на славата е приет през 1992 г.